# Timotheus Kranich
Timotheus Kranich (właśc. Paul Kranich, ur. 23 sierpnia 1870 w Piotrowcu w powiecie braniewskim, zm. 24 września 1947 w Beuron) – ksiądz katolicki, następnie zakonnik benedyktyński, kaznodzieja i poeta.

## Życiorys

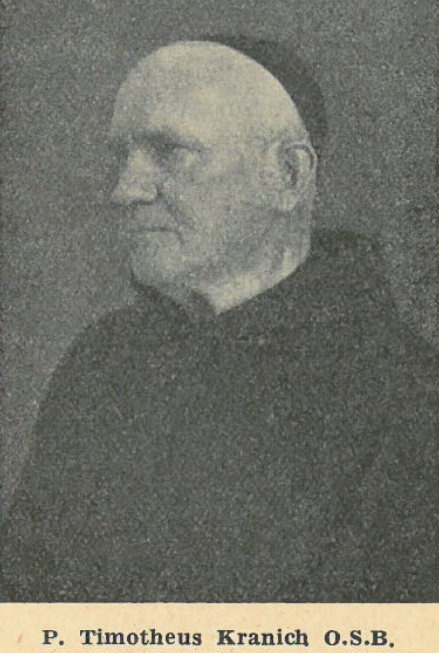
O. Kranich jako zakonnik

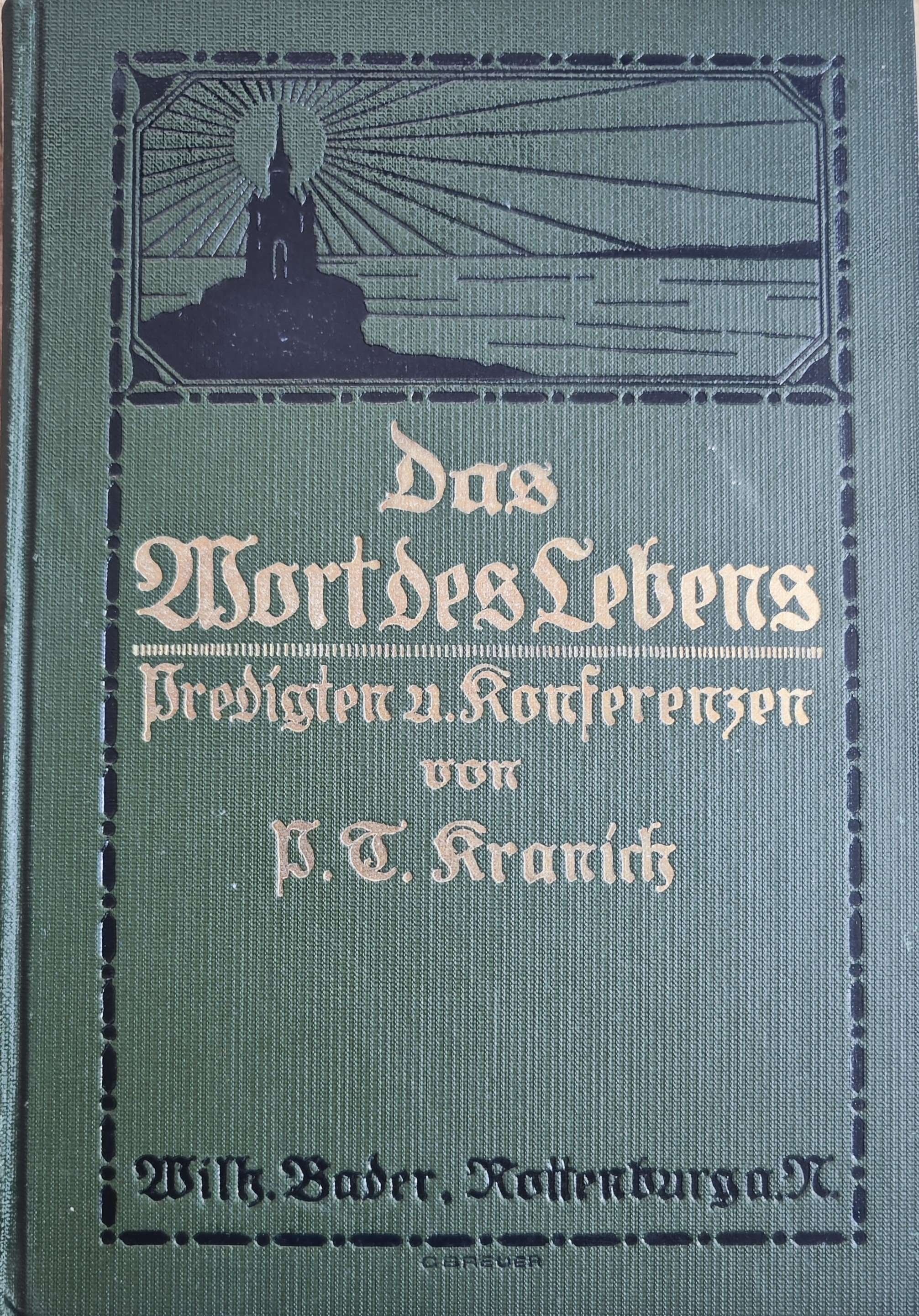
Das Wort des Lebens. Predigten und Konferenzen, 1914

Urodził się w Piotrowcu na Warmii w wiejskiej rodzinie dzierżawców ziemi Bernharda i jego żony Emilie z domu Teschner. Gdy miał 2,5 roku, zmarła jego matka podczas porodu kolejnego dziecka. To zdarzenie wywarło głębokie piętno na dzieciństwie Paula i znalazło później wyraz w serii wierszy poświęconych matce (Muttergedichte). We wczesnym wieku stracił również ojca. Jako sierota był wychowywany w Królewcu przez babcie i ciotkę. Na naukę został posłany do gimnazjum w Braniewie. Tam ujawniły się jego duże uzdolnienie oraz zamiłowanie do niemieckiej literatury i poezji. W wolnym czasie oddawał się z pasją czytaniu wierszy niemieckich poetów. Te skłonności literackie nie wpłynęły jednak na obranie kariery zawodowej. Po ukończeniu gimnazjum w zdaniu matury w 1891 roku, wybrał (być może z powodu braku środków jako sierota) miejscowe seminarium duchowne Liceum Hosianum. W okresie studiów filozofii i teologii znajdował również czas na poezję i pierwsze próby literackie. Wczesne wiersze publikował pod pseudonimem Peter Walde, który utworzył od nazwy miejscowości, w której się narodził – Piotrowiec (niem. Peterswalde). Już w okresie studiów w Braniewie prowadził korespondencję ze znanymi poetą Friedrichem Weberem (autorem eposu Dreizehnlinden). Prowadzenie ożywionej korespondencji ze innymi artystami stanowiło dla niego motywację i zachętę do tworzenia własnych wierszy – wkrótce korespondował też z Karolem Mayem oraz Sigrid Undset. W czasach studenckich Kranich odbywał też liczne podróże po Prusach Wschodnich, które opisze w późniejszym okresie we wspomnieniach Gretel in der Heck napisanych prozą. 
Po ukończeniu studiów w Liceum Hosianum Paul Kranich otrzymał 28 października 1894 roku święcenia kapłańskie w katedrze we Fromborku (m.in. razem z Alfonsem Schulzem). Jako neoprezbiter został posłany na pierwszą parafię do katedry św. Mikołaja w Elblągu. Jako nauczyciel religii w miejscowym gimnazjum młody duchowny o artystycznym usposobieniu szybko zjednał serca uczniów. Wkrótce ujawnił się też jego wielki talent krasomówczy, jako kaznodzieja miał wiele sposobności głoszenia kazań i we wielu miejscach, zdarzyło się nawet dla samego cesarza Wilhelma. Gdy jednak zetknął się w Elblągu z mnichami z zakonu benedyktynów podczas prowadzenia przez nich misji świętych, nie przestały go opuszczać myśli o wstąpieniu do klasztoru. Po niecałych 5 latach pobytu w Elblągu, 19 kwietnia 1899 roku wstąpił do klasztoru benedyktynów w Beuron, zamieniając sutannę na zakonny habit. Śluby zakonne (wieczyste) złożył tam 5 października 1900 roku, przyjmując imię zakonne Timotheus.
Atmosfera starego klasztoru oraz przepiękne widoki położonej w dolinie nad Dunajem miejscowości wywarły na duchownym wielkie wrażenie, że miejsce to stało się wkrótce jego drugą ojczyzną. Przez 47 kolejnych lat prowadził ożywioną działalność misyjną w południowych i zachodnich Niemczech, z przerwami na powroty do macierzystego klasztoru, gdzie był wykładowcą homiletyki w seminarium duchownym. Przy tym znajdował jeszcze czas na pisanie i publikowanie kolejnych tomików poezji, ale również homilii.
Zmarł 24 września 1947 w Beuron. Pochowany został 3 dni później w klasztornej krypcie.

## Publikacje[3]
- Schlichte Spende, 1904
- Goldene Fernen, 1906
- Fink und Nachtigall, 1908
- Echo des Herzens, 1910
- Licht und Leid, 1913
- Gretel in der Heck, 1913
- Bunte Beute, 1918

Oprócz tego wydał drukiem wiele napisanych przez siebie homilii.